# Aphelia pumilio
Aphelia pumilio là một loài thực vật có hoa trong họ Centrolepidaceae. Loài này được F.Muell. ex Sond. mô tả khoa học đầu tiên năm 1856.